# Лактоферин
Лактоферин или лактотрансферин је гликопротеин који везује гвожђе и имуни протеин који постоји у мајчином млеку и другим излучевинама (сузе , сперма , пљувачка , бронхијални секрет, итд). Синтетишу га неутрофили крви и неколико типова ћелија укључујући и неке ацинарне ћелије. Овај нехемоглобински протеин из животињског млека везује се за гвожђе и изолује из протеина сурутке. Када у организму постоји недостатак гвожђа, он може регулисати равнотежу гвожђа у телу.
Овај глобуларни протеин припада породици трансферина (трансферин, овотрансферин, меланотрансферин, итд.), која показује висок афинитет за јоне гвожђа. Лактоферин је присутн у сурутки мајчиног млека, где се налази у релативно високој концентрацији (1г/Л), посебно у колостралној фази (до 7г/Л). Има га и у кобиљем млеку и млеку преживара. У овим случајевима има га у изобиљу у колоструму, да би се у коначном млеку одржавао само у ниским резидуалним концентрацијама.   
Лактоферин има различите биолошке функције и повезан је са многим важним физиолошким процесима и спада у групу одбрамбени протеин против микроорганизама. Лактоферин је једна од компоненти имунолошког система тела; има антимикробно дејство (као бактериоцид и фунгицид) и део је урођене одбране, углавном на слузокожама. Стално се производи и ослобађа у пљувачки, сузма, као и семеној и  и вагиналној течност. Лактоферин пружа антибактеријску активност  љњудском новорођенчету.  Лактоферин ступа и у интеракцију са ДНК и РНК, полисахаридима и хепарином и показује неке од својих биолошких функција у комплексима са овим лигандима. 
Суплементи лактоферина смањују ризик од инфекција респираторног тракта, на основу недавне мета-анализе рандомизованих контролисаних студија. Као и код свих додатака који се продају на мрежи, квалитет лактоферитина може бити проблем јер контроле квалитета производње додатака исхрани не подлежу истим строгим регулаторним процесима као лекови.

## Историја
Присуство црвеног протеина који садржи гвожђе у млеку откривено је још 1939. године, међутим, протеин није могао бити правилно окарактерисан јер није могао да се екстрахује у довољном чистом облику. 
Прве детаљне студије лактоферина које су објављене око 1960. године документовале су молекуларну тежину лактоферина, изоелектричну тачку, оптичке апсорпционе спектре и присуство два атома гвожђа по протеинском молекулу.
Како је протеин екстрахован из млека, садржао гвожђе и биоструктурно и хемијски сличан серумском трансферину 1961. године назван лактоферин, иако је прво у неким ранијим публикацијама назив лактотрансферин, касније студије  показале да овај протеин није ограничен само на млеко. Антибактеријско дејство лактоферина које је такође документовано 1961. године, непосредно је повезано са његовом способношћу да везује гвожђе.